# Pierre Forest
Pierre Fernand Forest (ur. 1851, zm. 1915) – francuski konstruktor, twórca pierwszego silnika benzynowego. W roku 1875 zbudował silnik jednocylindrowy, dwusuwowy, a później czterocylindrowy z rozrządem zaworowym. Jego silniki zawierały iskrownik i gaźnik pływakowy.